# 创新工场
创新工场由李开复创办于2009年9月7日，是一所旨在帮助年轻人创业的天使投资公司。总部设在北京海淀區清华科技园，于2010年9月8日搬往中关村西区的第三极大厦。於2019年關閉美國矽谷總部。

## 产品
创新工场目前推广的产品包括：
1. 豌豆荚，运行于电脑端的Android手机助手软件，可以帮助用户备份短信和通讯录，并有视频转码以及应用程序安装等功能；
2. 点心（系统），基于Android并针对中国用户使用习惯打造的互联网智能手机操作系统；
3. 友盟，移动开发者统计分析工具；
4. 魔图精灵，手机照片处理和分享软件；
5. 行云，一个关于社交和网页游戏的发行公司；
6. 知乎，仿照Quora的社会化问答网站；
7. 点点，仿照Tumblr并自称“轻博客”的社区，由于UI与Tumblr极为接近，成为了创新工场旗下最受争议的公司；
8. 啪啪，一款图片语音社交应用，拥有电台和音乐、脱口秀等音频资源，可与明星互动。
9. 杀价帮，3C数码产品导购评测网站。

## 争议
创新工场投资的一些公司，如轻博客站点“点点”和问答网站“知乎”，被指抄袭“Tumblr”和“Quora”。创始人李开复亦被戏称为“李开始复制”，他提倡“微创新”理论（最初由周鸿祎提出）也被认为是替抄袭开脱。还有人创建了网站“抄袭工场”（页面存档备份，存于），界面效仿创新工场，内容为对创新工场的讽刺。
此事最初由外国博客Business Insider报道。中国部分网站报告了相关新闻，然而随后大部分被删除，此事又被指为是网络公关。
对此，亦有人认为创新总是源于模仿，不应苛责此类公司。“微创新”应该是一个学习、跟随和超越的过程。

## 外部連結
- 创新工场网站